# 비고전 논리
비고전 논리(非古典論理, 영어: non-classical logic)는 고전 논리와 대비되는 원칙을 가진 형식 논리학 체계를 가리킨다. 흔히 고전 논리의 배중률, 무모순율, 2치 원칙 등을 받아들이지 않거나 확장하는 식으로 구성된다. 특히 현대 철학적 논리학과 이론 컴퓨터 과학에서 활발히 연구된다.

## 예시
- 다치 논리는 진릿값에 있어서 참과 거짓의 대립만을 인정하는 이치성을 받아들이지 않는다. 얀 우카시에비치에 의해 고안된 3치 논리, 0과 1 사이의 모든 실수를 진릿값으로 인정하는 퍼지 논리 등이 대표적이다.
- 직관 논리는 직관주의와 구성주의에 근거하여 배중률, 이중 부정 제거, 드 모르간의 법칙을 받아들이지 않는다.
- 선형 논리는 귀결의 멱등법칙을 받아들이지 않는다.
- 양상 논리는 진리함수적이지 않은 새로운 연산자를 도입하여 논리의 표현력을 확장한다.
- 초일관 논리(적정 논리)는 무모순율과 폭발 원리를 인정하지 않는다.
- 양자 논리는 양자 역학적 연산법칙을 논리에 대입한 형태이다.
- 이외에 단조성, 반사성 등 여러 고전 논리 원칙을 부정한 다양한 비고전 논리 체계들이 존재한다.

## 같이 보기
- 고전 논리
- 양상 논리